# Karin Rausch
Karin Rausch (* 1949 in Duisburg-Hamborn) ist eine deutsche Übersetzerin.
Nach dem Studium der Linguistik und Germanistik promovierte sie 1979. Längere Auslandsaufenthalte führten sie von 1975 bis 1983 nach London sowie an die Universitäten Shanghai und New Delhi, wo sie als Lektorin des DAAD arbeitete. Seit 1987 widmet sie sich Literaturübersetzungen aus dem Englischen. Daneben ist sie als Übersetzerin regelmäßig für National Geographic tätig. Bekannt wurde sie überdies mit ihren Dramenübersetzungen gemeinsam mit Elfriede Jelinek.
Karin Rausch wurde 2007 mit dem Staatspreis für literarische Übersetzung der Republik Österreich ausgezeichnet. Sie lebt heute in Wien.